# Super 10 2007-2008
Il Super 10 2007-08 fu il 78º campionato nazionale italiano di rugby a 15 di prima divisione.
Si tenne dal 13 ottobre 2007 al 7 giugno 2008 tra 10 squadre e la finale fu disputata allo stadio Brianteo di Monza.
Per esigenze di sponsorizzazione chiamato Groupama Super 10, ripropose a distanza di due anni la finale Calvisano — Benetton, squadre che superarono nelle rispettive semifinali il Petrarca di Padova e Viadana; fu una finale all'insegna del numero 6, in quanto sesta gara-scudetto consecutiva per i veneti, e sesta volta che le due compagini si trovavano di fronte per l'ultimo atto del torneo.
A vincere, per la seconda volta, fu il Calvisano, che dominò una gara incerta fino alla fine del primo tempo: 3-0 per Calvisano fu, infatti, lo score dopo i primi 40’ di gioco; nella ripresa un parziale di 17-3 marcato da due mete (Cameron Treloar e Matteo Pratichetti) e i calci di Griffen, contro il solo piazzato di Marius Goosen diede a Calvisano il suo secondo titolo e a Treviso l'ottava sconfitta su 18 finali; in chiusura di partita anche l'espulsione di Goosen, reo di aver insultato l'arbitro Carlo Damasco per non avere, a suo dire, sanzionato un fallo grave commesso da Paul Griffen; lo stesso Griffen, nel dopo-partita, ammise che il suo fallo (un pugno dato al sudafricano Hottie Louw dopo aver subito un placcaggio alto molto pericoloso) era stata esagerata che poteva meritare a sua volta l'espulsione.
A retrocedere in serie A fu invece l'Amatori Catania, tornata in massima divisione solo quattro stagioni prima e semifinalista di campionato alla sua prima annata nel Super 10.
Lo spareggio italo-celtico per la qualificazione della terza squadra italiana alla Heineken Cup non si tenne, in quanto la Federazione Italiana Rugby non poté indicare per tempo la squadra che avrebbe dovuto parteciparvi, essendo lo spareggio previsto per il 31 maggio 2008, data in cui era in programma la semifinale di ritorno del Super 10; a seguito di tale rinuncia italiana fu lasciata via libera al primo dei club non classificati dalla Celtic League, i gallesi del Newport G.D.; le due semifinaliste perdenti Viadana e Petrarca parteciparono alla Challenge Cup successiva.

## Squadre partecipanti
| Club            | Sponsor                    | Città     | Impianto interno                |
| --------------- | -------------------------- | --------- | ------------------------------- |
| Amatori Catania |                            | Catania   | Stadio Santa Maria Goretti      |
| Benetton        | Benetton (abbigliamento)   | Treviso   | Stadio di Monigo                |
| Calvisano       | Cammi (edilizia)           | Calvisano | Stadio San Michele              |
| Capitolina      | AlmavivA (software)        | Roma      | Stadio Flaminio                 |
| GRAN Parma      | Rolly (sanitaria)          | Parma     | Stadio Sergio Lanfranchi        |
| Parma           | Overmach (meccanica)       | Parma     | Stadio Sergio Lanfranchi        |
| Petrarca        | Carrera (abbigliamento)    | Padova    | Stadio Plebiscito               |
| Rovigo          | Femi-CZ (portacavi)        | Rovigo    | Stadio Mario Battaglini         |
| Veneziamestre   | Casinò di Venezia          | Venezia   | Campo comunale di Favaro Veneto |
| Viadana         | Arix (pulizia per la casa) | Viadana   | Stadio Luigi Zaffanella         |

## Stagione regolare

### Risultati
| 13-10-2007 | 1ª/10ª giornata            | 22-3-2008 |
| ---------- | -------------------------- | --------- |
| 21-37      | Amatori Catania — Viadana  | 3-62      |
| 23-24      | Calvisano — Capitolina     | 23-6      |
| 39-14      | Petrarca — GRAN Parma      | 23-24     |
| 17-25      | Veneziamestre — Benetton   | 9-9       |
| 34-7       | Parma — Rovigo             | 15-10     |
|            |                            |           |
| 20-10-2007 | 4ª/13ª giornata            | 29-3-2008 |
| 24-17      | Capitolina — Veneziamestre | 9-14      |
| 71-8       | Benetton — Amatori Catania | 43-15     |
| 26-23      | Rovigo — Petrarca          | 13-26     |
| 33-34      | Viadana — Parma            | 27-17     |
| 38-20      | GRAN Parma — Calvisano     | 6-51      |
|            |                            |           |
| 27-10-2007 | 7ª/16ª giornata            | 5-4-2008  |
| 21-20      | Amatori Catania — Rovigo   | 21-25     |
| 35-19      | Petrarca — Capitolina      | 12-26     |
| 7-29       | Veneziamestre — Calvisano  | 20-72     |
| 33-0       | Viadana — Benetton         | 13-17     |
| 17-17      | Parma — GRAN Parma         | 15-13     |

| 3-11-2007  | 2ª/11ª giornata              | 12-4-2008 |
| ---------- | ---------------------------- | --------- |
| 56-21      | Capitolina — Amatori Catania | 32-5      |
| 27-10      | Calvisano — Petrarca         | 48-17     |
| 22-17      | Veneziamestre — Parma        | 29-26     |
| 24-23      | Rovigo — Benetton            | 10-27     |
| 13-20      | GRAN Parma — Viadana         | 11-20     |
|            |                              |           |
| 24-11-2007 | 5ª/14ª giornata              | 19-4-2008 |
| 29-23      | Amatori Catania — GRAN Parma | 10-23     |
| 18-13      | Benetton — Calvisano         | 12-24     |
| 26-13      | Petrarca — Veneziamestre     | 23-23     |
| 23-19      | Viadana — Rovigo             | 14-25     |
| 22-13      | Parma — Capitolina           | 19-20     |
|            |                              |           |
| 1-12-2007  | 8ª/17ª giornata              | 26-4-2008 |
| 20-16      | Capitolina — Viadana         | 12-18     |
| 20-10      | Calvisano — Parma            | 20-19     |
| 37-0       | Petrarca — Amatori Catania   | 41-9      |
| 16-27      | Veneziamestre — Rovigo       | 13-42     |
| 20-52      | GRAN Parma — Benetton        | 7-62      |

| 22-12-2007 | 3ª/12ª giornata                 | 3-5-2008  |
| ---------- | ------------------------------- | --------- |
| 20-23      | Amatori Catania — Veneziamestre | 6-27      |
| 24-3       | Benetton — Capitolina           | 31-26     |
| 16-3       | Rovigo — GRAN Parma             | 24-31     |
| 29-18      | Viadana — Calvisano             | 13-15     |
| 23-12      | Parma — Petrarca                | 19-31     |
|            |                                 |           |
| 5-1-2008   | 6ª/15ª giornata                 | 10-5-2008 |
| 52-5       | Calvisano — Amatori Catania     | 31-10     |
| 17-11      | Petrarca — Viadana              | 16-20     |
| 13-9       | Veneziamestre — GRAN Parma      | 5-16      |
| 13-13      | Parma — Benetton                | 10-35     |
| 8-12       | Capitolina — Rovigo             | 6-23      |
|            |                                 |           |
| 26-1-2008  | 9ª/18ª giornata                 | 17-5-2008 |
| 13-35      | Amatori Catania — Parma         | 3-50      |
| 27-27      | Benetton — Petrarca             | 17-19     |
| 6-24       | Rovigo — Calvisano              | 9-8       |
| 28-13      | Viadana — Veneziamestre         | 18-20     |
| 25-18      | GRAN Parma — Capitolina         | 18-21     |

### Classifica
| Pos | Squadra         | G  | V  | N | P  | PF  | PS  | DP   | BMP | Pt |
| --- | --------------- | -- | -- | - | -- | --- | --- | ---- | --- | -- |
| 1   | Calvisano       | 18 | 13 | 0 | 5  | 518 | 259 | +259 | 0   | 52 |
| 2   | Benetton        | 18 | 11 | 3 | 4  | 513 | 297 | +216 | 9   | 59 |
| 3   | Viadana         | 18 | 11 | 0 | 7  | 441 | 298 | +143 | 10  | 54 |
| 4   | Petrarca        | 18 | 9  | 2 | 7  | 437 | 359 | +78  | 7   | 47 |
| 5   | Rovigo          | 18 | 10 | 0 | 8  | 338 | 336 | +2   | 5   | 45 |
| 6   | Parma           | 18 | 8  | 2 | 8  | 395 | 338 | +57  | 8   | 44 |
| 7   | Capitolina      | 18 | 8  | 0 | 10 | 343 | 358 | −15  | 7   | 39 |
| 8   | Veneziamestre   | 18 | 7  | 2 | 9  | 301 | 426 | −125 | 1   | 33 |
| 9   | GRAN Parma      | 18 | 6  | 1 | 11 | 311 | 455 | −144 | 6   | 32 |
| 10  | Amatori Catania | 18 | 2  | 0 | 16 | 220 | 691 | −471 | 2   | 10 |

## Play-off
|  | Semifinali | Semifinali | Semifinali | Semifinali | Semifinali |  |  | Finale    | Finale    | Finale |  |
|  |            |            |            |            |            |  |  |           |           |        |  |
|  | 4          | Petrarca   | 18         | 13         | 31         |  |  |           |           |        |  |
|  | 1          | Calvisano  | 20         | 20         | 40         |  |  | Calvisano | Calvisano | 20     |  |
|  | 3          | Viadana    | 20         | 21         | 41         |  |  | Benetton  | Benetton  | 3      |  |
|  | 2          | Benetton   | 16         | 30         | 46         |  |  |           |           |        |  |

### Semifinali
| Arbitro: | Paolo Ventura (Roma) |

|                           |      |                            |
| Mercier 12’ S. Canale 65’ | mt   | 15’ McLean 44’ Pratichetti |
| Mercier 12’               | tr   | 15’ Buso 44’ Griffen       |
| Mercier 28’, 36’          | c.p. | 39’, 55’ Griffen           |

| Arbitro: | Stefano Mancini (Frascati) |

|                                   |      |                       |
| Pedersen 14’ Robertson 30’, 40+4’ | mt   | 68’ Picone            |
| Howarth 14’                       | tr   | 68’ Goosen            |
| Howarth 25’                       | c.p. | 8’, 16’, 80+2’ Goosen |

| Arbitro: | Stefano Pennè (Lodi) |

|                               |      |                      |
| McLean 23’ Purll 40’ Hand 74’ | mt   | 80+1’ López González |
| Griffen 74’                   | tr   | 80+1’ Little         |
| Griffen 53’                   | c.p. | 26’, 48’ Mercier     |

| Arbitro: | Giulio De Santis (Roma) |

|                                        |      |                                |
| Mulieri 42’ Vidal 53’ Williams 80+4’   | mt   | 60’ Sole 78’ tecnica           |
|                                        | tr   | 78’ Pilat                      |
| Goosen 4’, 30’, 40+5’ Marcato 63’, 66’ | c.p. | 32’, 40+2’ Howarth 80+2’ Pilat |

### Finale
| Arbitro: | Carlo Damasco (Napoli) |

| |              | |
| Treloar 63’ M. Pratichetti 80+3’ | mt           | |
| Griffen 63’, 80+3’ | tr           | |
| Griffen 15’, 46’ | c.p.         | 49’ Goosen |
| · McLean · 60’ Nitoglia · M. Pratichetti · García · Mafi · 80+4’ Buso · 80+4’ Griffen · Purll · Persico · 75’ Zanni · Treloar · 65’ Hand · Vermeulen · 80+4’ Ghiraldini (c) · 56’ Bocca | Formazioni   | · Williams · Mulieri · de Jager · Sgarbi · Borges · Goosen (c) 78’ · Picone · Kingi · Louw 78’ · R. Barbieri 68’ · van Zyl · A. Pavanello 17’-27’ 46’ · Costanzo 46’ · Sbaraglini · de Gregori 46’ |
| · 56’ McKenzie · 60’ Stanojevic · 65’ Dal Maso · 75’ Zaffiri · 80+4’ de Marigny · 80+4’ Morelli · 80+4’ Patelli                                                                         | Sostituzioni | · Di Santo 46’ · E. Pavanello 46’ · Vidal 46’ · Orlando 68’ |
| Marc Delpoux | Allenatori   | Franco Smith |

## Verdetti
- Calvisano: campione d'Italia;
- Calvisano e Benetton: qualificate alla Heineken Cup;
- Viadana, Petrarca, Rovigo e Parma: qualificate all'European Challenge Cup;
- Amatori Catania: retrocessa in serie A.